# Kyrkesjön, Halland
Kyrkesjön är en sjö i Falkenbergs kommun i Halland och ingår i Ätrans huvudavrinningsområde.